# Dekatyzacja
Dekatyzacja – poddawanie zawierającej włókna naturalne tkaniny lub dzianiny kolejno działaniu gorącej (ok. 60 °C) wody, pary wodnej i zimnej wody, mające doprowadzić do wykurczenia się włókien w kontrolowanych warunkach i stabilizacji ich wymiarów. Ma to na celu uniknięcie zbiegania się tkaniny w okresie użytkowania (przeciwdziała nadmiernej kurczliwości). Tkaniny i dzianiny niepoddane dekatyzacji mają tendencję do kurczenia się pod wpływem działania wilgoci oraz wysokiej temperatury.